# Championnat de France de football de troisième division 2020-2021
Navigation
National 2019-2020 National 2021-2022
La saison 2020-2021 du Championnat de France de football National est la 28e édition du Championnat de France de football National. Le troisième niveau du football français oppose cette saison dix-huit clubs en une série de trente-quatre rencontres. C'est le plus haut échelon auquel peuvent accéder les équipes amateurs puisqu'au-delà, les clubs doivent avoir le statut professionnel pour participer au Championnat de France de football de Ligue 2.

## Relégations, promotions et décisions administratives
Selon le règlement le championnat comprend, outre les clubs classés entre la quatrième et la quatorzième place lors de la saison 2019-2020, les deux clubs relégués de Ligue 2 et les quatre clubs promus du National 2, ainsi que l'US Boulogne CO, troisième du championnat 2019-2020, qui n'a pas pu jouer le match de barrage d'accession annulé en raison de l'épidémie de Covid.
Pour la quatrième année consécutive, aucune rétrogradation administrative d'une équipe maintenue sportivement n'a été prononcée par la DNCG.

## Clubs participants
| \| SC Bastia US Quevilly-Rouen Le Mans FC Red Star FC Stade lavallois US Orléans US Avranches · US Concarneau Bourg-Peronnas FC Sète 34 FC Villefranche SO Cholet FC Annecy Stade briochin US Créteil-Lusitanos US Boulogne FC Bastia-Borgo SC Lyon \| Localisation des clubs engagés dans le championnat. |
| SC Bastia US Quevilly-Rouen Le Mans FC Red Star FC Stade lavallois US Orléans US Avranches · US Concarneau Bourg-Peronnas FC Sète 34 FC Villefranche SO Cholet FC Annecy Stade briochin US Créteil-Lusitanos US Boulogne FC Bastia-Borgo SC Lyon                                                           |

| \| Red Star FC US Créteil-Lusitanos \| Localisation des clubs franciliens engagés en National. |
| Red Star FC US Créteil-Lusitanos                                                               |

Le tableau suivant liste les clubs participants, leur budget, leur entraîneur, et leur stade.
| Club                       | En National depuis | Classement 2019-2020 | Budget (en M€) | Entraîneur           | Depuis | Stade                                                | Capacité        | Nombre de saisons en National |
| -------------------------- | ------------------ | -------------------- | -------------- | -------------------- | ------ | ---------------------------------------------------- | --------------- | ----------------------------- |
| Le Mans FC                 | 2020               | 19e (Ligue 2)        | 5              | Didier Ollé-Nicolle  | 2020   | MMArena                                              | 25 064          | 1                             |
| US Orléans                 | 2020               | 20e (Ligue 2)        | 5              | Claude Robin         | 2020   | Stade de la Source                                   | 7 533           | 10                            |
| US Boulogne CO             | 2012               | 3e                   |                | Laurent Guyot        | 2019   | Stade de la Libération                               | 9 534           | 11                            |
| Bourg-en-Bresse 01         | 2018               | 4e                   | 2,2            | Alain Pochat         | 2019   | Stade Marcel-Verchère                                | 8 840           | 6                             |
| Red Star FC                | 2019               | 5e                   |                | Vincent Bordot       | 2019   | Stade Bauer                                          | 3 000           | 6                             |
| US Avranches               | 2014               | 6e                   |                | Frédéric Reculeau    | 2018   | Stade René-Fenouillère                               | 2 650           | 6                             |
| FC Villefranche Beaujolais | 2018               | 7e                   | 2,3            | Hervé Della Maggiore | 2021   | Stade Armand Chouffet                                | 3 500           | 2                             |
| SC Lyon                    | 2016               | 8e                   | 3              | Nicolas Le Bellec    | 2020   | Stade de la Duchère                                  | 5 438           | 6                             |
| US Créteil-Lusitanos       | 2019               | 9e                   |                | Emmanuel Da Costa    | 2021   | Stade Dominique-Duvauchelle                          | 12 150          | 15                            |
| Stade lavallois            | 2017               | 10e                  | 3,5            | Olivier Frapolli     | 2019   | Stade Francis-Le-Basser                              | 11 107          | 6                             |
| US Concarneau              | 2016               | 11e                  | 2              | Stéphane Le Mignan   | 2020   | Stade Guy Piriou                                     | 5 800           | 4                             |
| SO Cholet                  | 2017               | 12e                  | 2,7            | Stéphane Rossi       | 2019   | Stade omnisports de Cholet                           | 2 635           | 3                             |
| FC Bastia-Borgo            | 2019               | 13e                  |                | Albert Cartier       | 2021   | Complexe sportif de Borgo                            | 2 000           | 5                             |
| US Quevilly-Rouen          | 2018               | 14e                  |                | Bruno Irlès          | 2020   | Stade Robert-Diochon                                 | 8 372           | 5                             |
| SC Bastia                  | 2020               | 1er (N2 Gr. A)       | 3,5            | Mathieu Chabert      | 2019   | Stade Armand-Cesari                                  | 16 078          | 1                             |
| Stade briochin             | 2020               | 1er (N2 Gr. B)       | 1,8            | Maxime d'Ornano      | 2017   | Stade Fred-Aubert                                    | 7 616           | 1                             |
| FC Sète 34                 | 2020               | 1er (N2 Gr. C)       |                | Nicolas Guibal       | 2018   | Stade Louis-Michel                                   | 8 705           | 11                            |
| FC Annecy                  | 2020               | 1er (N2 Gr. D)       |                | Jean-Yves Chay       | 2021   | Stade des Fins puis Parc des Sports d'Annecy en 2021 | 900 puis 13 634 | 5                             |

### Changements d'entraîneur
| Club                       | Entraîneur partant   | Motif du départ        | Date de départ   | Position   | Entraîneur arrivant  | Date d'arrivée   |
| -------------------------- | -------------------- | ---------------------- | ---------------- | ---------- | -------------------- | ---------------- |
| Le Mans FC                 | Réginald Ray         | Consentement mutuel    | 28 mai 2020      | Pré-saison | Didier Ollé-Nicolle  | 1er juin 2020    |
| US Quevilly-Rouen          | Emmanuel Da Costa    | Consentement mutuel    | 8 mai 2020       | Pré-saison | Bruno Irles          | 29 mai 2020      |
| US Concarneau              | Pascal Laguillier    | Fin de l'intérim       | 14 mai 2020      | Pré-saison | Stéphane Le Mignan   | 14 mai 2020      |
| US Orléans                 | Gilbert Zoonekynd    | Fin de l'intérim       | 29 mai 2020      | Pré-saison | Claude Robin         | 29 mai 2020      |
| FC Annecy                  | Michel Poinsignon    | Renvoi                 | 8 décembre 2020  | 18e/18     | Rémi Dru             | 18 janvier 2021  |
| US Créteil-Lusitanos       | Carlos Secretário    | Problèmes de santé     | 18 décembre 2020 | 7e/18      | Richard Déziré       | 23 décembre 2020 |
| SC Lyon                    | Emmanuel Da Costa    | Renvoi                 | 19 décembre 2020 | 18e/18     | Nicolas Le Bellec    | 30 décembre 2020 |
| FC Annecy                  | Rémi Dru             | Renforcement technique | 18 janvier 2021  | 17e/18     | Jean-Yves Chay       | 18 janvier 2021  |
| FC Villefranche Beaujolais | Alain Pochat         | Renvoi                 | 29 janvier 2021  | 12e/18     | Hervé Della Maggiore | 11 février 2021  |
| Bourg-en-Bresse 01         | Karim Mokeddem       | Renvoi                 | 15 février 2021  | 15e/18     | Alain Pochat         | 24 février 2021  |
| US Créteil-Lusitanos       | Richard Déziré       | Résiliation de contrat | 25 février 2021  | 10e/18     | Emmanuel Da Costa    | 15 mars 2021     |
| FC Bastia-Borgo            | Jean-André Ottaviani | Résiliation de contrat | 22 mars 2021     | 15e/18     | Albert Cartier       | 26 mars 2021     |

## Règlement du championnat

### Barème des points
- 3 points pour une victoire
- 1 point pour un match nul
- 0 point pour une défaite

### Promotions et relégations
À l'issue des 34 journées du championnat, selon le classement :
- Les équipes classées à la 1re et à la 2e place sont promues en Ligue 2
- L'équipe classée 3e doit disputer un match de barrage contre le 18e de Ligue 2 et le gagner pour monter en Ligue 2.
- Les équipes classées de la 4e à la 14e place participeront à nouveau au National.
- Les équipes classées de la 15e à 18e place sont reléguées en National 2.

### Règles de classements
En cas d'égalité de points au classement, les équipes sont départagés selon les critères suivants :
- Résultats lors des face-à-face
- Différence de buts lors des face-à-face
- Différence de buts générale
- Nombre de buts inscrits dans la compétition
- Classement selon le Carton Bleu (Classement du fair-play)
- Tirage au sort

Le National se déroule comme la Ligue 1 et Ligue 2. L'exception notable est à la différence de buts. Dans les championnats amateurs français, c'est la différence de buts particulière qui domine en cas d'égalité de points au classement final.

## Classement et résultats

### Classement
| Rang | Équipe                     | Pts | J  | G  | N  | P  | Bp | Bc | Diff |
| ---- | -------------------------- | --- | -- | -- | -- | -- | -- | -- | ---- |
| 1    | SC Bastia P                | 66  | 34 | 19 | 9  | 6  | 57 | 28 | +29  |
| 2    | US Quevilly-Rouen          | 58  | 34 | 16 | 10 | 8  | 48 | 31 | +17  |
| 3    | FC Villefranche Beaujolais | 55  | 34 | 15 | 10 | 9  | 40 | 29 | +11  |
| 4    | Le Mans FC R               | 52  | 34 | 13 | 13 | 8  | 46 | 36 | +10  |
| 5    | US Concarneau              | 48  | 34 | 11 | 15 | 8  | 38 | 32 | +6   |
| 6    | US Orléans R               | 47  | 34 | 12 | 11 | 11 | 49 | 41 | +8   |
| 7    | Red Star FC                | 47  | 34 | 11 | 14 | 9  | 39 | 33 | +6   |
| 8    | SO Cholet                  | 43  | 34 | 11 | 10 | 13 | 36 | 48 | -12  |
| 9    | Bourg-en-Bresse 01         | 43  | 34 | 10 | 13 | 11 | 29 | 33 | -4   |
| 10   | Stade briochin P           | 43  | 34 | 10 | 13 | 11 | 32 | 33 | -1   |
| 11   | FC Sète 34 P               | 43  | 34 | 10 | 13 | 11 | 31 | 32 | -1   |
| 12   | Stade lavallois            | 42  | 34 | 10 | 12 | 12 | 33 | 32 | +1   |
| 13   | US Avranches               | 41  | 34 | 11 | 8  | 15 | 36 | 42 | -6   |
| 14   | FC Annecy P                | 40  | 34 | 9  | 13 | 12 | 42 | 47 | -5   |
| 15   | US Boulogne CO             | 38  | 34 | 7  | 17 | 10 | 29 | 38 | -9   |
| 16   | FC Bastia-Borgo            | 35  | 34 | 7  | 14 | 13 | 37 | 49 | -12  |
| 17   | US Créteil-Lusitanos       | 35  | 34 | 8  | 11 | 15 | 29 | 48 | -19  |
| 18   | SC Lyon                    | 31  | 34 | 5  | 16 | 13 | 33 | 52 | -19  |

| Légende : Qualifications et relégations | Légende : Qualifications et relégations                            |
| --------------------------------------- | ------------------------------------------------------------------ |
|                                         | Promotion en Ligue 2 2021-2022                                     |
|                                         | Barrages de promotion en Ligue 2                                   |
|                                         | Relégation en National 2 2021-2022                                 |
|                                         | P : promu de National 2 2019-2020 R : Relégué de Ligue 2 2019-2020 |

### Résultats
Le tableau suivant récapitule les résultats « aller » et « retour » du championnat :
| Résultats (▼dom., ►ext.)                                   | FCA | USA | SCB | FCBB | SB  | USB | BOU | SOC | USC | USCL | SL  | LMFC | SCL | USO | USQR | RSFC | FCS | FCVB |
| FC Annecy                                                  |     | 3-2 | 1-1 | 1-1  | 1-1 | 4-0 | 2-2 | 2-0 | 2-4 | 0-0  | 0-2 | 3-3  | 1-1 | 2-0 | 1-2  | 0-0  | 0-2 | 1-0  |
| US Avranches                                               | 1-3 |     | 1-2 | 0-2  | 2-1 | 0-0 | 1-0 | 3-1 | 0-2 | 2-0  | 2-1 | 0-2  | 1-1 | 1-2 | 4-1  | 1-0  | 2-2 | 1-2  |
| SC Bastia                                                  | 0-1 | 0-1 |     | 4-0  | 0-0 | 0-1 | 3-1 | 5-1 | 1-1 | 4-1  | 2-0 | 1-0  | 1-0 | 1-1 | 2-1  | 3-1  | 1-0 | 1-1  |
| FC Bastia-Borgo                                            | 0-0 | 3-0 | 0-0 |      | 1-3 | 2-1 | 1-1 | 0-0 | 2-2 | 3-0  | 1-3 | 1-1  | 2-2 | 2-2 | 1-1  | 3-1  | 1-0 | 0-1  |
| Stade briochin                                             | 1-0 | 1-0 | 1-1 | 2-1  |     | 1-0 | 1-1 | 0-1 | 0-0 | 2-1  | 0-2 | 0-1  | 1-1 | 0-0 | 1-1  | 1-0  | 2-1 | 2-3  |
| US Boulogne                                                | 0-1 | 0-1 | 1-2 | 1-1  | 2-1 |     | 0-0 | 1-2 | 1-1 | 2-2  | 1-0 | 0-0  | 0-0 | 2-2 | 1-0  | 1-1  | 3-0 | 0-0  |
| Bourg-en-Bresse 01                                         | 1-0 | 0-0 | 1-3 | 1-0  | 1-0 | 3-3 |     | 4-1 | 1-1 | 0-0  | 1-0 | 2-0  | 0-1 | 0-2 | 0-1  | 0-4  | 0-0 | 1-0  |
| SO Cholet                                                  | 4-2 | 1-0 | 1-4 | 3-1  | 5-4 | 1-2 | 0-0 |     | 0-1 | 2-1  | 1-1 | 2-2  | 1-1 | 2-1 | 0-0  | 0-2  | 3-1 | 1-2  |
| US Concarneau                                              | 0-0 | 2-1 | 1-1 | 3-1  | 0-0 | 0-0 | 0-1 | 0-1 |     | 3-0  | 1-1 | 3-1  | 1-1 | 1-3 | 1-1  | 1-1  | 1-1 | 1-0  |
| US Créteil-Lusitanos                                       | 4-1 | 1-2 | 2-0 | 0-0  | 2-1 | 1-1 | 1-1 | 1-0 | 1-1 |      | 2-1 | 1-1  | 0-2 | 1-0 | 1-3  | 0-2  | 1-2 | 1-0  |
| Stade lavallois                                            | 2-1 | 1-3 | 0-1 | 2-1  | 0-0 | 0-0 | 0-1 | 0-0 | 1-0 | 1-2  |     | 2-1  | 3-1 | 0-0 | 1-2  | 1-2  | 4-2 | 2-2  |
| Le Mans FC                                                 | 3-2 | 1-1 | 1-3 | 1-1  | 1-1 | 3-0 | 1-0 | 2-0 | 0-2 | 4-0  | 0-0 |      | 3-1 | 0-0 | 2-2  | 2-1  | 1-1 | 2-0  |
| SC Lyon                                                    | 0-3 | 0-0 | 2-0 | 1-2  | 1-1 | 2-2 | 2-1 | 0-0 | 1-2 | 0-0  | 1-1 | 1-3  |     | 1-3 | 0-3  | 2-1  | 0-0 | 2-2  |
| US Orléans                                                 | 6-1 | 3-1 | 2-1 | 3-0  | 0-0 | 1-0 | 1-3 | 1-0 | 3-1 | 2-2  | 0-1 | 1-3  | 1-1 |     | 3-4  | 1-1  | 2-0 | 1-3  |
| US Quevilly-Rouen                                          | 1-1 | 1-1 | 0-1 | 4-0  | 2-1 | 0-1 | 2-0 | 1-2 | 0-1 | 1-0  | 0-0 | 2-0  | 3-1 | 3-1 |      | 2-2  | 2-0 | 0-1  |
| Red Star FC                                                | 2-1 | 1-0 | 3-5 | 2-1  | 0-1 | 0-0 | 0-0 | 3-0 | 2-0 | 1-0  | 0-0 | 0-0  | 1-0 | 1-1 | 0-0  |      | 1-1 | 0-2  |
| FC Sète 34                                                 | 0-0 | 0-0 | 0-0 | 2-2  | 0-1 | 4-0 | 1-0 | 0-0 | 2-0 | 0-0  | 1-0 | 2-0  | 3-1 | 1-0 | 0-1  | 1-1  |     | 0-2  |
| FC Villefranche Beaujolais                                 | 1-1 | 2-1 | 0-3 | 1-0  | 1-0 | 1-1 | 1-1 | 0-0 | 1-0 | 3-0  | 0-0 | 0-1  | 5-1 | 1-0 | 0-1  | 2-2  | 0-1 |      |
| - Victoire à domicile - Match nul - Victoire à l'extérieur |     |     |     |      |     |     |     |     |     |      |     |      |     |     |      |      |     |      |

### Barrages de promotion
Les barrages de promotion entre le troisième de National et le dix-huitième de Ligue 2 prennent place durant le mois de mai 2021. Le vainqueur de ces barrages obtient une place pour le championnat de Ligue 2 2021-2022 tandis que le perdant va en National 2021-2022.
| Match aller                | (N1) FC Villefranche Beaujolais       | 3 - 1   | Chamois niortais FC (L2) | Stade Armand-Chouffet, Villefranche-sur-Saône                                                     |                                                                                                   |
| Mercredi 19 mai 2021 19h00 | Blanc 54e · Dauchy 84e · Garita 90+3e | (0 - 1) | 45+2e Ba                 | Spectateurs : 0 (huis clos) Diffuseur : Canal+ Sport, beIn Sports 1 Arbitrage : Bartolomeu Varela | Spectateurs : 0 (huis clos) Diffuseur : Canal+ Sport, beIn Sports 1 Arbitrage : Bartolomeu Varela |
| Mercredi 19 mai 2021 19h00 | Taufflieb 78e                         |         | 21e Kilama · 77e Yongwa  | Spectateurs : 0 (huis clos) Diffuseur : Canal+ Sport, beIn Sports 1 Arbitrage : Bartolomeu Varela | Spectateurs : 0 (huis clos) Diffuseur : Canal+ Sport, beIn Sports 1 Arbitrage : Bartolomeu Varela |

| Match retour             | (L2) Chamois niortais FC              | 2 - 0   | FC Villefranche Beaujolais (N1) | Stade René-Gaillard, Niort                                                                        |                                                                                                   |
| Samedi 22 mai 2021 20h45 | Lebeau 78e · Kemen 81e                | (0 - 0) |                                 | Spectateurs : 0 (huis clos) Diffuseur : Canal+ Sport, beIn Sports 2 Arbitrage : Nicolas Rainville | Spectateurs : 0 (huis clos) Diffuseur : Canal+ Sport, beIn Sports 2 Arbitrage : Nicolas Rainville |
| Samedi 22 mai 2021 20h45 | Passi 49e · Yongwa 63e · Moutachy 66e |         | 37e Bouet                       | Spectateurs : 0 (huis clos) Diffuseur : Canal+ Sport, beIn Sports 2 Arbitrage : Nicolas Rainville | Spectateurs : 0 (huis clos) Diffuseur : Canal+ Sport, beIn Sports 2 Arbitrage : Nicolas Rainville |

## Statistiques

### Domicile et extérieur
| Rang | Équipe                     | Pts | J  | G  | N | P | Bp | Bc | Diff |
| ---- | -------------------------- | --- | -- | -- | - | - | -- | -- | ---- |
| 1    | SC Bastia                  | 34  | 17 | 10 | 4 | 3 | 29 | 11 | +18  |
| 2    | Le Mans FC                 | 31  | 17 | 8  | 7 | 2 | 27 | 15 | +12  |
| 3    | US Quevilly-Rouen          | 28  | 17 | 8  | 4 | 5 | 24 | 13 | +11  |
| 4    | US Orléans                 | 28  | 17 | 8  | 4 | 5 | 31 | 22 | +9   |
| 5    | FC Sète 34                 | 28  | 17 | 7  | 7 | 3 | 17 | 8  | +9   |
| 6    | Red Star FC                | 28  | 17 | 7  | 7 | 3 | 17 | 12 | +5   |
| 7    | FC Villefranche Beaujolais | 27  | 17 | 7  | 6 | 4 | 19 | 13 | +6   |
| 8    | Stade briochin             | 27  | 17 | 7  | 6 | 4 | 16 | 14 | +2   |
| 9    | SO Cholet                  | 26  | 17 | 7  | 5 | 5 | 27 | 25 | +2   |
| 10   | US Créteil-Lusitanos       | 26  | 17 | 7  | 5 | 5 | 20 | 18 | +2   |
| 11   | Bourg-en-Bresse 01         | 26  | 17 | 7  | 5 | 5 | 16 | 16 | 0    |
| 12   | FC Bastia-Borgo            | 24  | 17 | 5  | 9 | 3 | 23 | 18 | +5   |
| 13   | US Concarneau              | 24  | 17 | 5  | 9 | 3 | 19 | 14 | +5   |
| 14   | US Avranches               | 24  | 17 | 7  | 3 | 7 | 22 | 22 | 0    |
| 15   | FC Annecy                  | 23  | 17 | 5  | 8 | 4 | 24 | 21 | +3   |
| 16   | Stade lavallois            | 23  | 17 | 4  | 9 | 4 | 20 | 19 | +1   |
| 17   | US Boulogne CO             | 21  | 17 | 4  | 9 | 4 | 17 | 15 | +2   |
| 18   | SC Lyon                    | 17  | 17 | 3  | 8 | 6 | 16 | 24 | -8   |

| Rang | Équipe                     | Pts | J  | G | N | P  | Bp | Bc | Diff |
| ---- | -------------------------- | --- | -- | - | - | -- | -- | -- | ---- |
| 1    | SC Bastia                  | 32  | 17 | 9 | 5 | 3  | 28 | 17 | +11  |
| 2    | US Quevilly-Rouen          | 30  | 17 | 8 | 6 | 3  | 24 | 18 | +6   |
| 3    | FC Villefranche Beaujolais | 28  | 17 | 8 | 4 | 5  | 21 | 16 | +5   |
| 4    | US Concarneau              | 24  | 17 | 6 | 6 | 5  | 19 | 18 | +1   |
| 5    | Le Mans FC                 | 21  | 17 | 5 | 6 | 6  | 19 | 21 | -2   |
| 6    | Red Star FC                | 19  | 17 | 4 | 7 | 6  | 22 | 21 | +1   |
| 7    | Stade lavallois            | 19  | 17 | 4 | 7 | 6  | 13 | 13 | 0    |
| 8    | US Orléans                 | 19  | 17 | 4 | 7 | 6  | 18 | 19 | -1   |
| 9    | Bourg-en-Bresse 01         | 17  | 17 | 3 | 8 | 6  | 13 | 17 | -4   |
| 10   | US Avranches               | 17  | 17 | 4 | 5 | 8  | 14 | 20 | -6   |
| 11   | FC Annecy                  | 17  | 17 | 4 | 5 | 8  | 18 | 26 | -8   |
| 12   | US Boulogne CO             | 17  | 17 | 3 | 8 | 6  | 12 | 23 | -11  |
| 13   | SO Cholet                  | 17  | 17 | 4 | 5 | 8  | 9  | 23 | -14  |
| 14   | Stade briochin             | 16  | 17 | 3 | 7 | 7  | 16 | 19 | -3   |
| 15   | FC Sète 34                 | 15  | 17 | 3 | 6 | 8  | 14 | 24 | -10  |
| 16   | SC Lyon                    | 14  | 17 | 2 | 8 | 7  | 17 | 28 | -11  |
| 17   | FC Bastia-Borgo            | 11  | 17 | 2 | 5 | 10 | 14 | 31 | -17  |
| 18   | US Créteil-Lusitanos       | 9   | 17 | 1 | 6 | 10 | 9  | 30 | -21  |

### Évolution du classement
Le tableau suivant récapitule le classement au terme de chacune des journées définies par le calendrier officiel, les matchs joués en retard sont pris en compte la journée suivante. Les colonnes « promouvable » et « relégable » comptabilisent les places de montée ou de relégation directes.
| Journées →       | 1  | 2  | 3  | 4  | 5  | 6  | 7  | 8  | 9  | 10 | 11 | 12 | 13 | 14 | 15 | 16 | 17 | 18 | 19 | 20 | 21 | 22 | 23 | 24 | 25 | 26 | 27 | 28 | 29 | 30 | 31 | 32 | 33 | 34 | prom. | bar. | rel. |
| Équipe ↓         |    |    |    |    |    |    |    |    |    |    |    |    |    |    |    |    |    |    |    |    |    |    |    |    |    |    |    |    |    |    |    |    |    |    |       |      |      |
| ---------------- | -- | -- | -- | -- | -- | -- | -- | -- | -- | -- | -- | -- | -- | -- | -- | -- | -- | -- | -- | -- | -- | -- | -- | -- | -- | -- | -- | -- | -- | -- | -- | -- | -- | -- | ----- | ---- | ---- |
| Annecy           | 7  | 14 | 7  | 10 | 13 | 13 | 14 | 15 | 14 | 15 | 15 | 16 | 16 | 16 | 18 | 17 | 17 | 18 | 17 | 18 | 18 | 18 | 18 | 18 | 17 | 17 | 17 | 15 | 15 | 15 | 15 | 14 | 14 | 14 |       |      | 23   |
| Avranches        | 18 | 8  | 3  | 8  | 10 | 6  | 7  | 4  | 6  | 3  | 6  | 7  | 6  | 8  | 8  | 11 | 10 | 7  | 5  | 8  | 12 | 12 | 12 | 12 | 15 | 14 | 12 | 11 | 11 | 10 | 8  | 11 | 10 | 13 |       | 2    | 2    |
| Bastia           | 1  | 1  | 11 | 5  | 1  | 1  | 1  | 1  | 1  | 1  | 1  | 1  | 1  | 2  | 2  | 2  | 1  | 1  | 1  | 1  | 1  | 1  | 1  | 1  | 1  | 1  | 1  | 2  | 2  | 1  | 1  | 1  | 1  | 1  | 32    |      |      |
| Bastia-Borgo     | 11 | 12 | 17 | 12 | 7  | 7  | 9  | 11 | 7  | 9  | 11 | 8  | 9  | 12 | 13 | 14 | 12 | 13 | 13 | 14 | 13 | 13 | 14 | 14 | 14 | 15 | 15 | 16 | 16 | 17 | 16 | 16 | 17 | 16 |       |      | 10   |
| Saint-Brieuc     | 3  | 3  | 8  | 13 | 14 | 16 | 12 | 13 | 16 | 12 | 14 | 12 | 12 | 9  | 9  | 9  | 11 | 12 | 12 | 12 | 8  | 7  | 6  | 7  | 8  | 7  | 8  | 4  | 4  | 8  | 9  | 13 | 13 | 10 |       | 2    | 2    |
| Boulogne-sur-Mer | 5  | 4  | 2  | 7  | 6  | 9  | 8  | 12 | 12 | 14 | 13 | 15 | 15 | 15 | 15 | 15 | 16 | 16 | 16 | 16 | 17 | 17 | 17 | 16 | 16 | 16 | 16 | 17 | 17 | 14 | 14 | 15 | 15 | 15 | 1     |      | 21   |
| Bourg-en-Bresse  | 12 | 6  | 9  | 14 | 17 | 15 | 17 | 16 | 15 | 16 | 16 | 14 | 14 | 13 | 12 | 13 | 15 | 15 | 15 | 15 | 15 | 15 | 15 | 13 | 13 | 13 | 11 | 10 | 10 | 11 | 13 | 12 | 12 | 9  |       |      | 14   |
| Cholet           | 13 | 12 | 5  | 2  | 5  | 8  | 4  | 7  | 4  | 6  | 4  | 3  | 2  | 4  | 4  | 4  | 6  | 6  | 7  | 10 | 9  | 8  | 8  | 8  | 4  | 5  | 5  | 8  | 7  | 9  | 10 | 8  | 8  | 8  | 2     | 1    |      |
| Concarneau       | 2  | 2  | 1  | 6  | 2  | 3  | 6  | 6  | 8  | 5  | 5  | 4  | 5  | 5  | 5  | 6  | 9  | 10 | 10 | 4  | 6  | 6  | 5  | 6  | 5  | 4  | 6  | 7  | 9  | 7  | 7  | 5  | 7  | 5  | 4     | 1    |      |
| Créteil          | 10 | 5  | 10 | 4  | 8  | 5  | 5  | 8  | 10 | 8  | 8  | 6  | 8  | 6  | 6  | 7  | 4  | 4  | 6  | 7  | 11 | 11 | 10 | 10 | 11 | 12 | 14 | 14 | 14 | 16 | 17 | 17 | 16 | 17 |       |      | 5    |
| Laval            | 4  | 9  | 4  | 1  | 4  | 2  | 2  | 3  | 5  | 7  | 7  | 10 | 11 | 7  | 7  | 5  | 7  | 8  | 8  | 11 | 10 | 9  | 9  | 9  | 9  | 11 | 10 | 12 | 12 | 13 | 12 | 10 | 11 | 12 | 3     | 1    |      |
| Le Mans          | 6  | 10 | 12 | 16 | 15 | 12 | 11 | 9  | 9  | 11 | 10 | 13 | 13 | 11 | 11 | 8  | 5  | 5  | 4  | 6  | 4  | 5  | 7  | 5  | 7  | 8  | 9  | 9  | 3  | 6  | 4  | 4  | 4  | 4  |       | 1    | 2    |
| SC Lyon          | 9  | 17 | 18 | 18 | 18 | 18 | 18 | 18 | 18 | 18 | 18 | 18 | 18 | 17 | 17 | 18 | 18 | 17 | 18 | 17 | 16 | 16 | 16 | 17 | 18 | 18 | 18 | 18 | 18 | 18 | 18 | 18 | 18 | 18 |       |      | 33   |
| Orléans          | 15 | 18 | 13 | 9  | 9  | 10 | 9  | 10 | 11 | 13 | 12 | 9  | 10 | 14 | 14 | 10 | 8  | 9  | 9  | 5  | 5  | 4  | 3  | 4  | 6  | 6  | 4  | 3  | 5  | 3  | 5  | 7  | 6  | 6  |       | 3    | 2    |
| Quevilly         | 16 | 15 | 6  | 3  | 3  | 4  | 3  | 2  | 2  | 2  | 2  | 2  | 3  | 1  | 1  | 1  | 2  | 2  | 2  | 2  | 2  | 2  | 2  | 2  | 2  | 2  | 2  | 1  | 1  | 2  | 2  | 2  | 2  | 2  | 26    | 4    | 2    |
| Red Star         | 17 | 16 | 16 | 11 | 11 | 11 | 10 | 5  | 3  | 4  | 3  | 5  | 4  | 3  | 3  | 3  | 3  | 3  | 3  | 3  | 3  | 3  | 4  | 3  | 3  | 3  | 3  | 5  | 8  | 5  | 6  | 6  | 5  | 7  |       | 15   | 3    |
| Sète             | 14 | 7  | 14 | 15 | 16 | 14 | 16 | 14 | 13 | 10 | 9  | 11 | 7  | 10 | 10 | 12 | 13 | 14 | 14 | 13 | 14 | 14 | 13 | 15 | 12 | 10 | 13 | 13 | 13 | 12 | 11 | 9  | 9  | 11 |       |      | 4    |
| Villefranche     | 8  | 11 | 15 | 17 | 12 | 17 | 15 | 17 | 17 | 17 | 17 | 17 | 17 | 18 | 16 | 16 | 14 | 11 | 11 | 9  | 7  | 10 | 11 | 11 | 10 | 9  | 7  | 6  | 6  | 4  | 3  | 3  | 3  | 3  |       | 4    | 13   |

### Buts marqués par journée
Ce graphique représente le nombre de buts marqués lors de chaque journée.

### Classement des buteurs
Le tableau suivant liste les joueurs selon le classement des buteurs pour la saison 2020-2021 de National.
| Rang | Buteur         | Club              | Buts Note 1 | Pen. Note 2 | Ratio Note 3 |
| ---- | -------------- | ----------------- | ----------- | ----------- | ------------ |
| 1    | Andrew Jung    | US Quevilly-Rouen | 21          | 6           | 0.7          |
| 2    | Wilson Isidor  | FC Bastia-Borgo   | 16          | 3           | 0.55         |
| 3    | Ottman Dadoune | US Quevilly-Rouen | 13          | 1           | 0.41         |
| 3    | Gaëtan Perrin  | US Orléans        | 13          | 6           | 0.41         |

| Mis à jour en fin de saison. 1 : Nombre de buts inscrits incluant le nombre de pénaltys 2 : Nombre de pénaltys 3 : Ratio (buts inscrits/matchs joués) |

### Classement des passeurs
Le tableau suivant liste les joueurs selon le classement des passeurs pour la saison 2020-2021 de National.
| Rang | Buteur              | Club              | Passes |
| ---- | ------------------- | ----------------- | ------ |
| 1    | Gaëtan Perrin       | US Orléans        | 9      |
| 2    | Mohamed Amine Talal | US Orléans        | 7      |
| 3    | Yassine Bahassa     | US Quevilly-Rouen | 6      |
| 3    | Billal Brahimi      | Le Mans FC        | 6      |
| 3    | Antony Robic        | SC Bastia         | 6      |
| 3    | Kevin Schur         | SC Bastia         | 6      |
| 3    | Alexandre Vincent   | US Concarneau     | 6      |

## Récompenses

### Trophée du joueur du mois
La FFF a lancé le 1er février 2021, le trophée du joueur du mois . Chaque mois, trois joueurs seront soumis aux votes du public sur les différents réseaux sociaux officiels du championnat ainsi qu'au vote des entraîneurs des 18 clubs.
| Mois    | Premier         | Premier           | Premier | Deuxième         | Deuxième          | Deuxième | Troisième       | Troisième       | Troisième | Ref.  |
| Mois    | Joueur          | Club              | %       | Joueur           | Club              | %        | Joueur          | Club            | %         | Ref.  |
| ------- | --------------- | ----------------- | ------- | ---------------- | ----------------- | -------- | --------------- | --------------- | --------- | ----- |
| Janvier | Wilson Isidor   | Bastia-Borgo      | 37      | Rémi Sergio      | Villefranche      | 36.5     | Gaëtan Perrin   | US Orléans      | 26.5      | [ 6 ] |
| Février | Anthony Robic   | SC Bastia         | 47,6    | Geoffray Durbant | Bastia-Borgo      | 35       | Gaëtan Perrin   | US Orléans      | 17,4      | [ 7 ] |
| Mars    | Tristan Boubaya | US Concarneau     | 38,5    | Andrew Jung      | US Quevilly-Rouen | 31,3     | Mehdi Boudjemaa | Stade lavallois | 30,2      | [ 8 ] |
| Avril   | Ottman Dadoune  | US Quevilly-Rouen | 40,8    | Migouel Alfaréla | FC Annecy         | 37       | Rémi Bonenfant  | Villefranche    | 22,2      | [ 9 ] |

### Trophées du National
| \| Mandréa Bocognano Ouaneh Vargas Bonenfant Ndoye Brahimi Robic Perrin Jung Isidor \| L'équipe type du National saison 2020-2021. |
| Mandréa Bocognano Ouaneh Vargas Bonenfant Ndoye Brahimi Robic Perrin Jung Isidor                                                   |

Pour cette cinquième édition des trophées du National, la Fédération française de football (FFF) a décerné plusieurs distinctions individuelles et collectives à l'issue du vote de l'ensemble des entraîneurs et des capitaines des équipes participantes au championnat National.
- Meilleur joueur :  Andrew Jung (US Quevilly-Rouen)
- Meilleur entraineur :  Mathieu Chabert (SC Bastia)
- Meilleur gardien de but :  Anthony Mandrea (SO Cholet)
- Révélation de la saison :  Wilson Isidor (FC Bastia-Borgo)
- Plus beau but de la saison :  Sébastien Da Silva (SC Bastia)
- Projet social club :  FC Annecy
- Meilleur arbitre :  Cédric Dos Santos

Onze joueurs ont également été choisis pour former l'équipe type du National pour la saison 2020-2021.